# Kloster Bélapátfalva
Das Kloster Bélapátfalva (Bélháromkút; Trium Fontium de Bél, auch Tres Fontes de Beel) war eine Zisterzienserabtei im heutigen Komitat Heves am Fuß des Bélkő-Bergs im Bükk-Gebirge in Ungarn.

## Geschichte

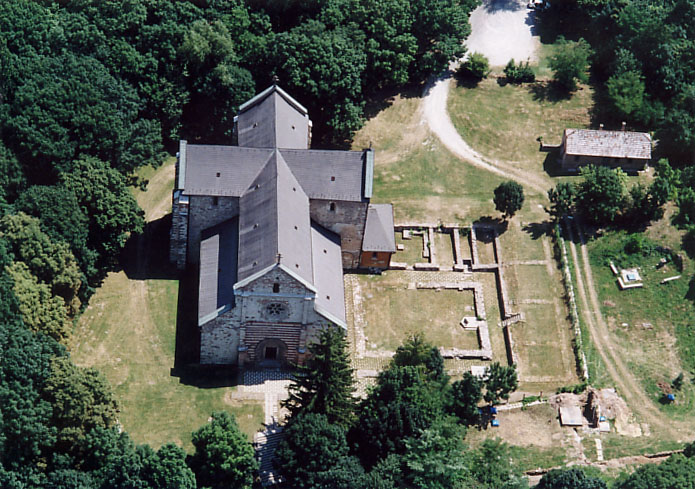
Gesamtansicht der Abtei

Das Kloster wurde 1232 vom Bischof von Eger, Kilit II. (Cletus), auf Grundbesitz der Familie von Bél, der auch der Stifter angehörte, gestiftet. Es war ein Tochterkloster von Kloster Pilis und gehörte damit der Filiation der Primarabtei Clairvaux an. Der wohl sogleich begonnene romanische Kirchenbau wurde durch den Mongoleneinfall von 1241 unterbrochen, der Weiterbau mit Einwölbung erfolgte bereits im frühgotischen Stil. Im 14. Jahrhundert erlitt das Kloster einen Niedergang; im Jahr 1356 lebten neben dem Abt noch zwei Mönche im Kloster. Das Jahreseinkommen wurde auf fünf Gulden geschätzt. Zu Beginn des 15. Jahrhunderts erlebte das Kloster nochmals eine kurze Blütezeit. Wohl um 1473 fiel das Kloster in Kommende. 1495 erhielt es der Bischof von Eger. Die Kirche wurde wohl bis zum Türkeneinfall im 16. Jahrhundert genutzt, aber nach der Eroberung von Eger durch die Türken im Jahr 1596 verfielen Kirche und Kloster. Um 1730 erfolgte die Wiederherstellung der 1745 wieder geweihten Kirche mit einem barocken Kreuzgewölbe. Auch der Westflügel des Klosters wurde als Jagdhaus wiederhergestellt; später wurde er zum Pfarrhaus und danach zu einer Steinzeugmanufaktur. 1927 wurde dieses Gebäude abgebrochen. Eine weitere Restaurierung der Kirche erfolgte von 1953 bis 1956. Dabei wurden die sorgfältig gearbeiteten Mauersteine freigelegt. Von 1964 bis 1965 wurden die Grundmauern der Abtei ausgegraben.

## Bauten und Anlage

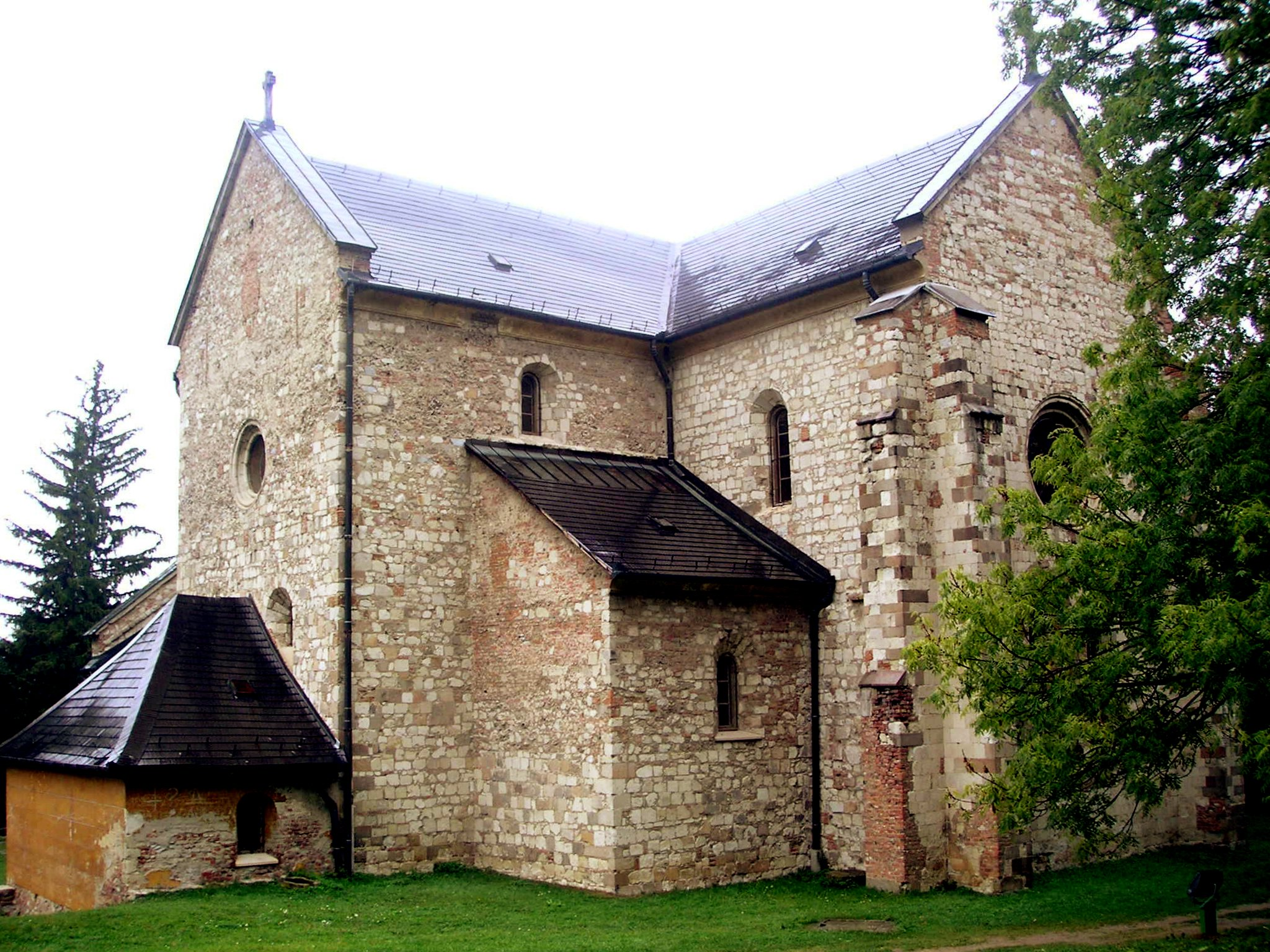
Abteikirche von Südosten

Die kreuzförmige, dreischiffige, 37 m lange Kirche zu vier Jochen mit Querhaus besitzt nur je eine rechteckige Querhauskapelle an jeder Seite sowie einen rechteckigen Hauptchor. Im Westjoch befindet sich eine Herrschaftsempore. Die Westfassade ist durch farbige Streifen in rotem und grauem Haustein gegliedert. Vor dem rundbogigen Hauptportal mit Archivolten und vor dem Südportal war ursprünglich je ein Portikus vorhanden. An der dreigeteilten Fassade sind je drei Säulen zu beiden Seiten teilweise erhalten. Das Tympanon des Hauptportals ist durch eine Ziegelmauer ersetzt worden. Die Fassade schmückt eine gotische Fensterrose. Auch in das südliche Seitenschiff führt ein Portal der Fassade. Jedes Langhausjoch weist ein Fenster auf. Die Klausur lag südlich (rechts) von der Kirche. Das Refektorium sprang nicht vom Südflügel vor.

## Tourismus
Am Kloster führen der „Bergwanderweg Eisenach–Budapest“ und der „Országos Kéktúra“ vorbei.